# FlexFrame for Oracle
FlexFrame for Oracle ist eine IT-Infrastrukturlösung von Fujitsu Technology Solutions für Oracle-Umgebungen. Mit der Software ist es möglich, die Nutzung von Hardware für Datenbank- und Anwendungsserver dynamisch zu verändern.

## Geschichte
FlexFrame for Oracle entstand als Gemeinschaftsprojekt von Oracle und Fujitsu Siemens Computers (heute Fujitsu Technology Solutions).
Nach dem Vorbild FlexFrame for SAP sollte eine Lösung auf Basis der Grid-Computing-Eigenschaften der Oracle 10g-Produkte geschaffen werden.
Anfang 2006 wurde die erste Version von FlexFrame for Oracle für folgende Oracle Produkte freigegeben: Oracle Application Clusters (RAC) und Oracle Enterprise Manager Grid Control.
In der ersten Version wurden ausschließlich Storagesysteme von NetApp mit NAS Technologie und Bladeserver mit Intel-Prozessoren unterstützt. Seit Herbst 2006 ist die Software auch für Server mit AMD-Prozessoren zertifiziert.
FlexFrame for Oracle ist eine vorintegrierte IT-Infrastruktur, die dynamisch Server den Oracle-Services zuweist. Oracle-Software und Betriebssystem befinden sich auf einem zentralen Speichersystem und können auf jedem Server des FlexFrame-Pools innerhalb weniger Minuten gestartet werden, wobei Installations- und Wartungs-aufwand dramatisch reduziert werden.
Lastspitzen werden schnell durch das Hinzufügen von zusätzlichen Systemen bewältigt. Bei einem Server-Ausfall wird der Oracle-Service automatisch auf einem anderen System neu gestartet.

## Komponenten
Das System besteht aus zwei als Cluster arbeitenden Servern, genannt Control Center, mit SUSE Linux Enterprise Server (SLES) 9, die die Arbeitsserver überwachen und für die Konfiguration dienen.
Die Betriebssysteme und Anwendungen befinden sich als Images auf Storage Area Network (SAN) und Network Attached Storage (NAS) Systemen, von denen sie nach Herstellerangaben in nur 10 Minuten auf jeden Server übertragen werden und dort gestartet werden können.
Die Server selbst, auf denen die Anwendungs- und Datenbankserver betrieben werden, werden als Application Node bezeichnet. Hier sind als Betriebssysteme SLES 9 und Red Hat Enterprise Linux 4 vorgesehen.